# Мичелвил (Арканзас)
Мичелвил (енгл. Mitchellville) град је у америчкој савезној држави Арканзас.

## Демографија
По попису из 2010. године број становника је 360, што је 137 (-27,6%) становника мање него 2000. године.
| Група             | 2000.       | 2010.       |
| Белци             | 2 (0,4%)    | 10 (2,8%)   |
| Афроамериканци    | 488 (98,2%) | 340 (94,4%) |
| Азијати           | 1 (0,2%)    | 0 (0,0%)    |
| Хиспаноамериканци | 6 (1,2%)    | 13 (3,6%)   |
| Укупно            | 497         | 360         |